# Palogneux
Palogneux ist eine französische Gemeinde mit 69 Einwohnern (Stand 1. Januar 2022) im Département Loire in der Region Auvergne-Rhône-Alpes (vor 2016 Rhône-Alpes). Sie gehört zum Arrondissement Montbrison und zum Kanton Boën-sur-Lignon. Die Bewohner werden Palognas genannt.

## Geografie
Palogneux liegt etwa 52 Kilometer nordwestlich von Saint-Étienne im Forez im Zentralmassiv. Umgeben wird Palogneux von den Nachbargemeinden Solore-en-Forez im Norden, Sail-sous-Couzan im Osten, Saint-Georges-en-Couzan im Süden sowie Saint-Just-en-Bas im Westen.

## Bevölkerungsentwicklung
| Jahr                       | 1962 | 1968 | 1975 | 1982 | 1990 | 1999 | 2006 | 2017 |
| -------------------------- | ---- | ---- | ---- | ---- | ---- | ---- | ---- | ---- |
| Einwohner                  | 158  | 122  | 90   | 63   | 60   | 52   | 52   | 78   |
| Quellen: Cassini und INSEE |      |      |      |      |      |      |      |      |

## Sehenswürdigkeiten
- Kirche Saint-Pierre, seit 1991 als Monument historique eingeschrieben

## Weblinks

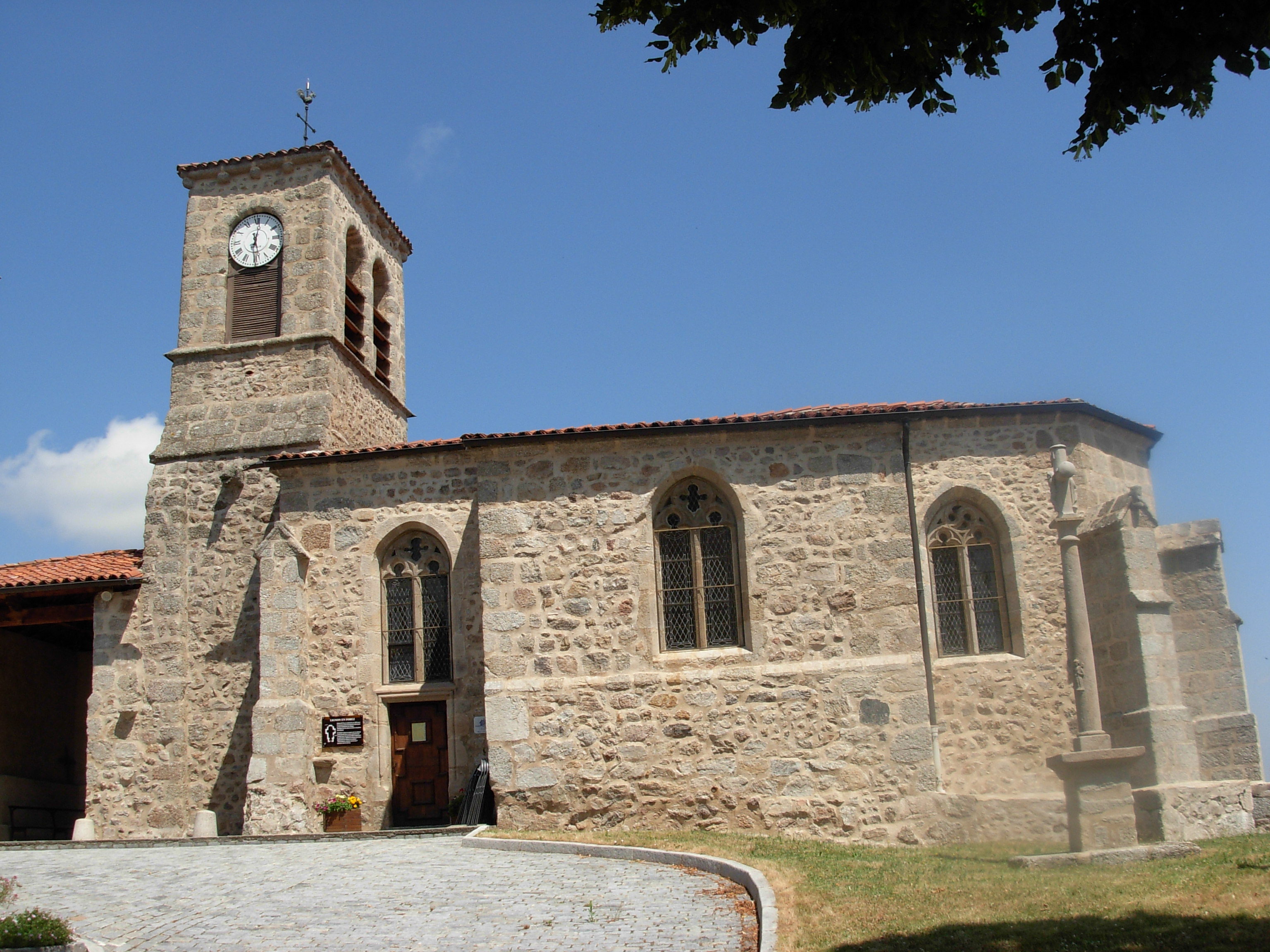
Kirche Saint-Pierre